# Dagang Kerawan
Dagang Kerawan is een bestuurslaag in het regentschap Deli Serdang van de provincie Noord-Sumatra, Indonesië. Dagang Kerawan telt 5895 inwoners (volkstelling 2010).